# علی‌اکبر پورجمشیدیان
علی‌اکبر پورجمشیدیان (زادهٔ ۱۳۴۱) سرتیپ سپاه پاسداران انقلاب اسلامی که از مهر سال ۱۴۰۳ معاون امنیتی و انتظامی وزیر کشور و با حفظ سمت، از خرداد ۱۴۰۴ قائم‌مقام وزیر کشور است. وی همچنین از ۱۴۰۲ تا ۱۴۰۳ به‌عنوان فرمانده قرارگاه حمزه سیدالشهدا فعاليت می‌کرد. او از سال ۱۳۹۵ تا ۱۴۰۳ معاون هماهنگ‌کننده نیروی زمینی سپاه پاسداران بود و پیش از آن، معاون عملیات این نیرو بوده‌است. پورجمشیدیان سابقه فرماندهی سپاه عاشورا آذربایجان شرقی و حضور در جنگ ایران و عراق را دارد. وی دبیر شورای امنیت کشور است. 

## سوابق
پورجمشیدیان از جمله فرماندهان ارشد سپاه بود که با سخت و طولانی شدن نبرد حلب به سوریه فراخوانده شد. او هنگامی که به جنگ سوریه اعزام شد، معاون عملیات نیروی زمینی سپاه بود و از نظر عملیاتی بر بسیاری از لشکرها و تیپ‌های رزمی سپاه اعمال فرماندهی می‌کرد و در عمل طراحی عملیاتی در بالاترین سطح سپاه را بر عهده داشت. او در مهر ۱۳۹۵ با حکم محمدعلی جعفری، فرمانده کل سپاه پاسداران انقلاب اسلامی، به‌عنوان معاون هماهنگ‌کننده نیروی زمینی سپاه جایگزین ابوالقاسم فروتن شد.
وی در دی ماه سال ۱۴۰۲ در مراسم بزرگداشت قاسم سلیمانی در مسجد صاحب الامر تبریز با بیان خاطره‌ای از عزم سفر میرحسین موسوی به تبریز در سال ۸۸ گفت: "پیغام دادم اگر جرات دارد به تبریز بیاید، بچه‌های تبریز اجازه نمی‌دهند پایش را از هواپیما بیرون بگذارد... گفتم اگر پیاده شد او را بازداشت می‌کنم شک نکنید ولو اینکه مرا از فرماندهی سپاه استان بردارند. تبریزی‌ها اجازه نمی‌دهند شهرشان آلوده شود."
پورجمشیدیان همچنین در این سخنرانی با اشاره به رخداد‌های پاییز سال ۱۴۰۱ گفته است که "برداشتن حجاب چه چیزی را برای خانم‌های ما اضافه می‌کند؟ غیر از حقارت چیزی دارد؟"